# Colubrina arborescens
Colubrina arborescens là một loài thực vật có hoa trong họ Táo. Loài này được (Mill.) Sarg. mô tả khoa học đầu tiên năm 1911.